# Íngrid Parra
Íngrid Carolina Parra Díaz (El Salvador, Atacama, 17 de diciembre de 1983) es una actriz, artesana y presentadora de televisión chilena.

## Biografía
Parra ha estudiado tres carreras en diversas instituciones chilenas, como Teatro, Orfebrería e Ingeniería en Administración de Negocios y Gestión Comercial.
En 2012 participó en la tercera temporada de Mi nombre es... de Canal 13, personificando, junto a María José Bello y Carolina Paulsen al grupo mexicano Pandora con la canción Solo él y yo.
En 2014 participó en la Bailetón, espacio donde parejas famosas bailan durante la Teletón 2014. En el evento solidario ganó el concurso junto a Gustavo Becerra, también conocido como Guatón de la Fruta.
En 2016 participó en la Vedetón, espacio nocturno de la Teletón del mismo año.
En 2017 fue protagonista del stand up femenino Minas al poder de Chilevisión, junto a Alison Mandel, Stephanie Fox "La Botota", Valentina Saini, Chiqui Aguayo, Doña Tencha y Bernardita Ruffinelli.
Entre 2017 y 2020 fue parte del elenco principal de Morandé con compañía, emitido por Mega.

## Filmografía
- Cuenta conmigo (Canal 13, 2009)
- Infieles (Chilevisión, 2009)
- La colonia (Mega, 2010)
- Feroz (Canal 13, 2010)
- Valió la pena (Canal 13, 2014)
- Lo siento Laura (Canal 13, 2016)